# 21-ша танкова бригада (Німеччина)
21-та танкова Ліпперландська бригада(нім. Panzerbrigade 21 «Lipperland») — складова Сухопутних військ Німеччини. Підпорядковується 1-й танковій дивізії, основна задача — бути силами швидкого реагування у межах країни та альянсу, участь у врегулюванні міжнародних конфліктів. Підрозділи бригади задіяні в місії eVA — сучасна eFP — на території Литви.

## Історія

### ФРН
Бойова група «C-3» у складі 3-ї танкової дивізії — попередниця 21-ї бригади — була створена 15 серпня 1957 року в Унні, наступного року їй підпорядкували 212-й механізований батальйон та 215-й артилерійський дивізіон, що дислокувалися в Аугустдорфі.
16 березня 1959 року формування перейменовано на 21-шу танкову бригаду та одночасно передано під командування 7-ї танкової дивізії (Унна); у 1959-му ж до складу бригади долучили 213-й і новостворений 214-й танкові батальйони (ППД — Аугустдорф).
На 1972 рік бригаді підпорядковувалися:
| 212-й артилерійський дивізіон |
| 212-й механізований батальйон |
| 213-й танковий батальйон      |
| 214-й танковий батальйон      |
| 215-й артилерійський дивізіон |

| 210-та ремонтна рота     |
| 210-та рота постачання   |
| 210-та інженерна рота    |
| 210-та протитанкова рота |

Між 1980 і 1981 роками бригаду розширили включенням 211-го танкового батальйону.
21-ша бригада отримала прізвисько «Ліпперландська» у червні 1988 року.

### Німеччина
30 вересня 1992 року 211-й та 213-й танкові батальйони були розформовані, їх замінили 33-й танковий (переданий 1-й механізованій бригаді 2002-го року) та 32-й механізований батальйон (розформований 1996-го).
214-й танковий батальйон розформували 2002 року; на той час бригаді підпорядковувалися 192-й механізований батальйон в Алені, 203-й танковий батальйон у Гемері, 1-й інженерний танковий батальйон у Гольцміндені та 51-й батальйон постачання у Штадталлендорфі.
У серпні-вересні 2024 року бригада брала участь у маневрах «Grand Eagle-2/24» на «Східному фланзі» НАТО (полігон у Пабраде).

## Склад
1-й батальйон розквартирований у Гессені, 91-й батальйон — у Нижній Саксонії, 413-й — у Мекленбурзі — Передній Померанії, решта підрозділів — в Північному Рейні-Вестфалії.
| Штаб · 215-й САДн 1-й ІТБ 7-й РБ 91-й ЄБ 1-й ЄБ · 921-й ЄБ 413-й ЄБ |
| 1-й єгерський батальйон Шварценборн                                 |
| 1-й інженерний танковий батальйон Гольцмінден                       |
| 7-й батальйон підтримки Унна                                        |
| 7-й розвідувальний батальйон Ален                                   |
| 91-й єгерський батальйон Ротенбург                                  |
| 215-й самохідний артилерійський дивізіон Аугустдорф                 |
| 413-й єгерський батальйон Торгелов                                  |
| 921-й єгерський батальйон Шварценборн                               |